# Малдун, Патрик
Патрик Малдун (англ. Patrick Muldoon; родился 27 сентября 1968, Лос-Анджелес, Калифорния, США) — американский актёр, продюсер и солист британской рок-группы «The Sleeping Masses». Учился в Loyola High School, окончил Университет Южной Калифорнии. Дебютировал в кино в 1993 году. Наиболее известен по одной из главных ролей в фильме «Звёздный десант».

## Фильмография
| Год       |   | Русское название                    | Оригинальное название      | Роль                      |
| --------- | - | ----------------------------------- | -------------------------- | ------------------------- |
| 1990      | с | Кто здесь Босс?                     | Who's the Boss?            | Мэтт                      |
| 1991      | с | Спасённые звонком                   | Saved by the Bell          | Джеффри Хантер            |
| 1992      | с | Шелковые сети                       | Silk Stalkings             | Чарльз Лантман            |
| 1993      | ф | Честь и ярость 2: Враждебный захват | Rage and Honor II          | Томми Эндрюс              |
| 1995—1996 | с | Мелроуз Плейс                       | Melrose Place              | Ричард Харт               |
| 1996      | ф | Смертельное преследование           | Deadly Pursuits            | Тим Фолкнер               |
| 1997      | ф | Звёздный десант                     | Starship Troopers          | лейтенант Зандер Баркалоу |
| 1999      | ф | Стигматы                            | Stigmata                   | Стивен                    |
| 2001      | ф | Сумрак разума                       | Blackwoods                 | Мэтт Салливан             |
| 2002      | ф | Сердце Америки                      | Heart of America           | Райан Киркланд            |
| 2008      | ф | Парниковый эксперимент              | The Steam Experiment       | Кристофер                 |
| 2008      | ф | Япония                              | Japan                      | водитель такси            |
| 2010      | ф | Семь приключений Синдбада           | The 7 Adventures of Sinbad | Синдбад                   |
| 2013      | ф | Пауки 3D                            | Spiders 3D                 | Джейсон Коул              |
| 2016      | ф | Маленькая мёртвая шапочка           | Little Dead Rotting Hood   | Генри, помощник шерифа    |
| 2020      | ф | Арканзас                            | Arkansas                   | Джо                       |
| 2020      | ф | Афера по-голливудски                | The Comeback Trail         | Фрэнк Пирс                |
| 2021      | ф | Ангел мести                         | Vanquish                   | агент Монро               |
| 2021      | ф | Тупик                               | Deadlock                   | Мак Карр                  |